# Francisco Silvestre de Ferrara
Nascido em Ferrara (Itália) em 1474, ingressou aos 14 anos no convento dominicano de S. Maria dos Anjos (Lombardia), onde estudou Artes e Teologia. Leitor dos Conventos da Ordem em Mantua e Milão de 1498 a 1507, foi destinado neste mesmo ano a Bolonha como Mestre de Estudos. 
De 1508 a 1515 foi Leitor das Sentenças nesta cidade; o Capítulo de Nápoles, 1515, lhe outorgou a Licentia docendi e obteve no ano seguinte o Magistério, tendo sido professor na Universidade de Bolonha. Desempenhou diversos cargos na Ordem: Prior de Ferrara e Bolonha, Regente de Estudo em 1521, Vigário Geral da Ordem em 1524 e Mestre Geral em 1525. Morreu em Rennes (Bretanha) em 19 de Setembro de 1528.

## Obras
- Libros S. Thomae de Aquino contra gentiles connnentaria egregia (Ed. Parisiis 1525; Lugduni 1567; Antuerpiae 1568; cfr. o t. XIII da ed. «Leonina» das obras de S. Tomás, Romae 1918);
- Annotationes in libros Posteriorum Aristotelis el S. Thornae (Venetiis 1517);
- Quaestiones luculentissimae in octo libros Physicorum Aristotelis (Romae 1577; Venetiis 1619);
- Quaestiones luculentissimae in tres libros de Anima (Romae 1577; Venetiis 1619);
- Apologia de convenientia institutorum Romanae Ecclesiae cum evangelicct libertate tractatus adversus Lutherurn de hoc pessirne sentientern (Venetiis 1525; Parisiis 1593).